# Лотар Курбювайт
Ло́тар Курбювайт (нім. Lothar Kurbjuweit; 6 листопада 1950, Зеегаузен, НДР) — німецький футболіст і футбольний тренер. Виступав на позиції захисника. Відомий як гравець клубу «Карл Цейсс Єна» і збірної НДР. Учасник чемпіонату світу 1974 року, Олімпійський чемпіон 1976 року і бронзовий призер Олімпійських ігор 1972 року.

## Кар'єра

### Клубна
В кінці сезону 1983 року Курбювайт у віці 32 років закінчив свою кар'єру як гравець в Єні. Всього за цю команду він зіграв 408 разів (Оберліга 299, Кубок ОСНП: 54, Кубок Європи: 55, всього 39 голів). Один рік він грав за ФК Гемі Галле (23 матчі). Всього він провів 357 матчів у першій лізі і знаходиться на 11 місці рейтингу Оберліги.

### У збірній
У збірній НДР Лотар Курбювайт дебютував 16 травня 1970 року в товариському матчі зі збірною Польщі, який завершився нічиєю з рахунком 1:1. У 1972 році Курбювайт у складі збірної поїхав в Мюнхен на XX літні Олімпійські ігри, він зіграв у чотирьох матчах своєї команди, яка стала бронзовим призером.
У 1974 році Курбювайт взяв участь в єдиному для своєї країни чемпіонаті світу 1974 року, він зіграв у чотирьох матчах, включаючи знаменитий матч зі збірною ФРН.
У 1976 році Курбювайт знову вирушив на Олімпійські ігри, на цей раз більш вдало, оскільки збірна НДР завдяки перемозі у фіналі над збірною Польщі з рахунком 3:1, завоювала перші і єдині у своїй історії золоті олімпійські медалі.
Свій останній виступ за збірну Курбювайт провів у відбірному матчі чемпіонату світу 1982 року зі збірною Польщі 10 жовтня 1981 року, той матч завершився поразкою східних німців з рахунком 2:3. Всього ж за збірну Лотар Курбювайт зіграв 61 офіційний матч, в яких забив 3 голи. Так само Курбювайт зіграв 9 матчів за олімпійську збірну НДР, в яких забив 1 гол.

## Тренерська кар'єра
Влітку 1984 року Курбювайт, у якого був диплом вчителя спорту, почав свою тренерську кар'єру. Спочатку він був помічником тренера другої команди ФК «Карл Цейсс». 4 жовтня 1984 року став головним тренером першої команди. Команда покращила свою позицію в Оберлізі, піднявшись з 11-го на 7-е місце. Великих спортивних успіхів у наступні роки не було і він був звільнений в сезоні 1989/90. Півтора року він був тренером клубу Рот-Вайсс (Ерфурт), потім повернувся в Єну. В 1996 році став президентом клубу. У 2005 році уклав договір з клубом «Нюрнберг».

## Статистика
| Матчі і голи Лотара Курбювайта за збірну | Матчі і голи Лотара Курбювайта за збірну | Матчі і голи Лотара Курбювайта за збірну | Матчі і голи Лотара Курбювайта за збірну | Матчі і голи Лотара Курбювайта за збірну | Матчі і голи Лотара Курбювайта за збірну | Матчі і голи Лотара Курбювайта за збірну |
| ---------------------------------------- | ---------------------------------------- | ---------------------------------------- | ---------------------------------------- | ---------------------------------------- | ---------------------------------------- | ---------------------------------------- |
| №                                        | Дата                                     | Суперник                                 | Рахунок                                  | Голи                                     | Турнір                                   |                                          |
| 1                                        | 16 травня 1970                           | Польща                                   | 1:1                                      | -                                        | Товариський матч                         |                                          |
| 2                                        | 27 липня 1970                            | Ірак                                     | 5:0                                      | -                                        | Товариський матч                         |                                          |
| 3                                        | 6 вересня 1970                           | Польща                                   | 5:0                                      | -                                        | Товариський матч                         |                                          |
| 4                                        | 11 листопада 1970                        | Нідерланди                               | 1:0                                      | -                                        | Кваліфікація до Євро-1972                |                                          |
| 5                                        | 15 листопада 1970                        | Люксембург                               | 5:0                                      | -                                        | Кваліфікація до Євро-1972                |                                          |
| 6                                        | 25 листопада 1970                        | Англія                                   | 1:3                                      | -                                        | Товариський матч                         |                                          |
| 7                                        | 2 лютого 1971                            | Чилі                                     | 1:0                                      | -                                        | Товариський матч                         |                                          |
| 8                                        | 10 лютого 1971                           | Уругвай                                  | 3:0                                      | -                                        | Товариський матч                         |                                          |
| 9                                        | 15 лютого 1971                           | Уругвай                                  | 1:1                                      | -                                        | Товариський матч                         |                                          |
| 10                                       | 16 серпня 1971                           | Мексика                                  | 1:0                                      | -                                        | Товариський матч                         |                                          |
| 11                                       | 18 вересня 1971                          | Мексика                                  | 1:1                                      | -                                        | Товариський матч                         |                                          |
| 12                                       | 25 вересня 1971                          | Чехословаччина                           | 1:1                                      | -                                        | Товариський матч                         |                                          |
| 13                                       | 15 лютого 1973                           | Колумбія                                 | 2:0                                      | 1                                        | Товариський матч                         |                                          |
| 14                                       | 18 лютого 1973                           | Еквадор                                  | 1:1                                      | -                                        | Товариський матч                         |                                          |
| 15                                       | 8 квітня 1973                            | Албанія                                  | 2:0                                      | -                                        | Кваліфікація до ЧС-1974                  |                                          |
| 16                                       | 18 квітня 1973                           | Бельгія                                  | 0:3                                      | -                                        | Товариський матч                         |                                          |
| 17                                       | 16 травня 1973                           | Угорщина                                 | 2:1                                      | -                                        | Товариський матч                         |                                          |
| 18                                       | 27 травня 1973                           | Румунія                                  | 0:1                                      | -                                        | Кваліфікація до ЧС-1974                  |                                          |
| 19                                       | 6 червня 1973                            | Фінляндія                                | 5:1                                      | -                                        | Кваліфікація до ЧС-1974                  |                                          |
| 20                                       | 17 червня 1973                           | Ісландія                                 | 2:1                                      | -                                        | Товариський матч                         |                                          |
| 21                                       | 19 червня 1973                           | Ісландія                                 | 2:0                                      | -                                        | Товариський матч                         |                                          |
| 22                                       | 26 вересня 1973                          | Румунія                                  | 2:0                                      | -                                        | Кваліфікація до ЧС-1974                  |                                          |
| 23                                       | 17 жовтня 1973                           | СРСР                                     | 1:0                                      | -                                        | Товариський матч                         |                                          |
| 24                                       | 3 листопада 1973                         | Албанія                                  | 4:1                                      | -                                        | Кваліфікація до ЧС-1974                  |                                          |
| 25                                       | 21 листопада 1973                        | Угорщина                                 | 1:0                                      | -                                        | Товариський матч                         |                                          |
| 26                                       | 26 лютого 1974                           | Туніс                                    | 4:0                                      | -                                        | Товариський матч                         |                                          |
| 27                                       | 28 лютого 1974                           | Алжир                                    | 3:1                                      | -                                        | Товариський матч                         |                                          |
| 28                                       | 13 березня 1974                          | Бельгія                                  | 1:0                                      | -                                        | Товариський матч                         |                                          |
| 29                                       | 27 березня 1974                          | Чехословаччина                           | 1:0                                      | -                                        | Товариський матч                         |                                          |
| 30                                       | 23 травня 1974                           | Норвегія                                 | 1:0                                      | -                                        | Товариський матч                         |                                          |
| 31                                       | 22 червня 1974                           | ФРН                                      | 1:0                                      | -                                        | ЧС-1974                                  |                                          |
| 32                                       | 26 червня 1974                           | Бразилія                                 | 0:1                                      | -                                        | ЧС-1974                                  |                                          |
| 33                                       | 30 червня 1974                           | Нідерланди                               | 0:2                                      | -                                        | ЧС-1974                                  |                                          |
| 34                                       | 3 липня 1974                             | Аргентина                                | 1:1                                      | -                                        | ЧС-1974                                  |                                          |
| 35                                       | 4 вересня 1974                           | Польща                                   | 3:1                                      | 1                                        | Товариський матч                         |                                          |
| 36                                       | 25 вересня 1974                          | Чехословаччина                           | 1:3                                      | -                                        | Товариський матч                         |                                          |
| 37                                       | 9 жовтня 1974                            | Канада                                   | 2:0                                      | -                                        | Товариський матч                         |                                          |
| 38                                       | 12 жовтня 1974                           | Ісландія                                 | 1:1                                      | -                                        | Кваліфікація до Євро-1976                |                                          |
| 39                                       | 30 жовтня 1974                           | Шотландія                                | 0:3                                      | -                                        | Товариський матч                         |                                          |
| 40                                       | 16 листопада 1974                        | Франція                                  | 2:2                                      | -                                        | Кваліфікація до Євро-1976                |                                          |
| 41                                       | 7 грудня 1974                            | Бельгія                                  | 0:0                                      | -                                        | Кваліфікація до Євро-1976                |                                          |
| 42                                       | 26 березня 1975                          | Болгарія                                 | 0:0                                      | -                                        | Товариський матч                         |                                          |
| 43                                       | 5 червня 1975                            | Ісландія                                 | 1:2                                      | -                                        | Кваліфікація до Євро-1976                |                                          |
| 44                                       | 29 липня 1975                            | Канада                                   | 3:0                                      | -                                        | Товариський матч                         |                                          |
| 45                                       | 31 липня 1975                            | Канада                                   | 7:1                                      | -                                        | Товариський матч                         |                                          |
| 46                                       | 3 вересня 1975                           | СРСР                                     | 0:0                                      | -                                        | Товариський матч                         |                                          |
| 47                                       | 27 вересня 1975                          | Бельгія                                  | 2:1                                      | -                                        | Кваліфікація до Євро-1976                |                                          |
| 48                                       | 19 листопада 1975                        | Чехословаччина                           | 1:1                                      | -                                        | Товариський матч                         |                                          |
| 49                                       | 7 квітня 1976                            | Чехословаччина                           | 0:0                                      | -                                        | Товариський матч                         |                                          |
| 50                                       | 21 квітня 1976                           | Алжир                                    | 5:0                                      | -                                        | Товариський матч                         |                                          |
| 51                                       | 22 вересня 1976                          | Угорщина                                 | 1:1                                      | -                                        | Товариський матч                         |                                          |
| 52                                       | 2 квітня 1977                            | Мальта                                   | 1:0                                      | -                                        | Кваліфікація до ЧС-1978                  |                                          |
| 53                                       | 27 квітня 1977                           | Румунія                                  | 1:1                                      | 1                                        | Товариський матч                         |                                          |
| 54                                       | 12 липня 1977                            | Аргентина                                | 0:2                                      | -                                        | Товариський матч                         |                                          |
| 55                                       | 28 липня 1977                            | СРСР                                     | 2:1                                      | -                                        | Товариський матч                         |                                          |
| 56                                       | 19 квітня 1978                           | Бельгія                                  | 0:0                                      | -                                        | Товариський матч                         |                                          |
| 57                                       | 2 квітня 1980                            | Румунія                                  | 2:2                                      | -                                        | Товариський матч                         |                                          |
| 58                                       | 19 квітня 1981                           | Італія                                   | 0:0                                      | -                                        | Товариський матч                         |                                          |
| 59                                       | 2 травня 1981                            | Польща                                   | 0:1                                      | -                                        | Кваліфікація до ЧС-1982                  |                                          |
| 60                                       | 19 травня 1981                           | Куба                                     | 5:0                                      | -                                        | Товариський матч                         |                                          |
| 61                                       | 10 жовтня 1981                           | Польща                                   | 2:3                                      | -                                        | Кваліфікація до ЧС-1982                  |                                          |

Загальна: 61 матч / 3 голи; 32 перемоги, 18 нічиїх, 11 поразок.
| Матчі і голи Лотара Курбювайта за олімпійську збірну | Матчі і голи Лотара Курбювайта за олімпійську збірну | Матчі і голи Лотара Курбювайта за олімпійську збірну | Матчі і голи Лотара Курбювайта за олімпійську збірну | Матчі і голи Лотара Курбювайта за олімпійську збірну | Матчі і голи Лотара Курбювайта за олімпійську збірну | Матчі і голи Лотара Курбювайта за олімпійську збірну |
| ---------------------------------------------------- | ---------------------------------------------------- | ---------------------------------------------------- | ---------------------------------------------------- | ---------------------------------------------------- | ---------------------------------------------------- | ---------------------------------------------------- |
| №                                                    | Дата                                                 | Суперник                                             | Рахунок                                              | Голи                                                 | Турнір                                               |                                                      |
| 1                                                    | 28 серпня 1972                                       | Гана                                                 | 4:0                                                  | -                                                    | ОІ-1972                                              |                                                      |
| 2                                                    | 30 серпня 1972                                       | Колумбія                                             | 6:1                                                  | -                                                    | ОІ-1972                                              |                                                      |
| 3                                                    | 1 вересня 1972                                       | Польща                                               | 1:2                                                  | -                                                    | ОІ-1972                                              |                                                      |
| 4                                                    | 10 вересня 1972                                      | СРСР                                                 | 2:2                                                  | -                                                    | ОІ-1972                                              |                                                      |
| 5                                                    | 18 липня 1976                                        | Бразилія                                             | 0:0                                                  | -                                                    | ОІ-1976                                              |                                                      |
| 6                                                    | 22 липня 1976                                        | Іспанія                                              | 1:0                                                  | -                                                    | ОІ-1976                                              |                                                      |
| 7                                                    | 25 липня 1976                                        | Франція                                              | 4:0                                                  | -                                                    | ОІ-1976                                              |                                                      |
| 8                                                    | 27 липня 1976                                        | СРСР                                                 | 2:1                                                  | 1                                                    | ОІ-1976                                              |                                                      |
| 9                                                    | 31 липня 1976                                        | Польща                                               | 3:1                                                  | -                                                    | ОІ-1976                                              |                                                      |

Разом: 9 матчів / 1 гол; 6 перемог, 2 нічиїх, 1 поразка.

## Досягнення

### Командні
Збірна НДР
- Олімпійський чемпіон: 1976
- Бронзовий олімпійський призер: 1972

 «Карл Цейсс»
- Срібний призер чемпіонату НДР (5): 1971, 1973, 1974, 1975, 1981
- Бронзовий призер чемпіонату НДР (4): 1977, 1979, 1980, 1983
- Володар Кубка НДР (3): 1971/72, 1973/74, 1979/80
- Фіналіст Кубка володарів кубків УЄФА: 1980/81

### Особисті
- 11-е місце в списку гравців з найбільшою кількістю матчів, зіграних у чемпіонаті НДР: 357 матчів[5]